# Memorias. Real Academia de Ciencias Exactas, Físicas y Naturales de Madrid
Memorias. Real Academia de Ciencias Exactas, Físicas y Naturales de Madrid (abreviado Mem. Real Acad. Ci. Exact. Madrid) fue una revista con ilustraciones y descripciones botánicas que fue editada en Madrid por la Real Academia de Ciencias Exactas, Físicas y Naturales en los años 1850-1929.

## Publicación
- Vols. 1-32, 1850-1929;
- ser. 2, vols. 1-9, 1921-29